# Coppa CAF
La Coppa CAF è stata una competizione calcistica svoltasi dal 1992 al 2003 e organizzata dalla CAF, l'ente di governo del calcio in Africa. Si trattava della terza competizione calcistica africana per importanza dopo la Coppa dei Campioni d'Africa-CAF Champions League e la Coppa delle Coppe d'Africa.
Nel 2004 è stata fusa con la Coppa delle Coppe d'Africa, dando vita alla Coppa della Confederazione CAF.

## Storia
Il torneo nacque nel 1992 sul modello della Coppa UEFA. Il trofeo fu intitolato a Moshood Abiola, uomo d'affari nigeriano, editore e politico oltre che primo direttore sportivo nella Nigeria indipendente.
La Coppa CAF sorse su sollecitazione di Issa Hayatou, che diede un forte impulso allo sviluppo del calcio in Africa, sull'onda del successo della Coppa d'Africa 1992, alla cui fase finale parteciparono 12 nazionali per la prima volta nella storia del massimo torneo calcistico continentale. Alla prima edizione della Coppa CAF, organizzata nel 1992, presero parte 31 squadre.
La sola squadra capace di vincere il trofeo per tre volte di fila è stata la JS Kabylie, che centrò l'impresa nel 2002.
Nel 2004 la Coppa CAF fu soppressa perché fusa con la Coppa delle Coppe d'Africa, scomparsa contestualmente alla prima: le due manifestazioni furono rimpiazzate dalla Coppa della Confederazione CAF, sul modello di quanto avvenuto in Europa, dove la UEFA soppresse la Coppa delle Coppe UEFA per dare maggiore rilevanza alla Coppa UEFA, poi divenuta, nel 2009, UEFA Europa League.

## Albo d'oro
| Stagione | Data        | Vincitore (numero vittorie)  | Finalista perdente         | Risultato | Sede della finale                       |
| -------- | ----------- | ---------------------------- | -------------------------- | --------- | --------------------------------------- |
| 1992     | ?           | Shooting Stars Nigeria       | Villa Uganda               | 0-0       | Kira - Stadio nazionale Mandela         |
| 1992     | ?           | Shooting Stars Nigeria       | Villa Uganda               | 3-0       | Ibadan - Stadio della Libertà           |
| 1993     | ?           | Stella Adjamé Costa d'Avorio | Simba Tanzania             | 0-0       | Abidjan - Stadio Félix Houphouët-Boigny |
| 1993     | ?           | Stella Adjamé Costa d'Avorio | Simba Tanzania             | 2-0       | Dar es Salaam - Stadio Benjamin Mkapa   |
| 1994     | ?           | Bendel Insurance Nigeria     | Primeiro de Maio Angola    | 0-1       | Benguela - Stadio Municipale            |
| 1994     | 3 dicembre  | Bendel Insurance Nigeria     | Primeiro de Maio Angola    | 3-0       | Benin City - Stadio Samuel Ogbemudia    |
| 1995     | ?           | Étoile du Sahel Tunisia      | Kaloum Star Rep. del Congo | 0-0       | Conakry - Stadio 28 settembre           |
| 1995     | ?           | Étoile du Sahel Tunisia      | Kaloum Star Rep. del Congo | 2-0       | Susa - Stadio Olimpico                  |
| 1996     | ?           | Kawkab Marrakech Marocco     | Étoile du Sahel Tunisia    | 3-1       | Susa - Stadio Olimpico                  |
| 1996     | ?           | Kawkab Marrakech Marocco     | Étoile du Sahel Tunisia    | 0-2 (gfc) | Marrakech - Stadio El Harti             |
| 1997     | ?           | Espérance Tunisia            | Petro Atlético Angola      | 0-1       | Luanda - Estádio da Cidadela            |
| 1997     | ?           | Espérance Tunisia            | Petro Atlético Angola      | 2-0       | Tunisi - Stadio Olimpico di El Menzah   |
| 1998     | ?           | Sfaxien Tunisia              | Jeanne d'Arc Senegal       | 1-0       | Dakar - Stadio Léopold Sédar Senghor    |
| 1998     | ?           | Sfaxien Tunisia              | Jeanne d'Arc Senegal       | 3-0       | Sfax - Stadio Taieb Mhiri               |
| 1999     | ?           | Étoile du Sahel (2) Tunisia  | Étoile du Sahel Tunisia    | 1-0       | Susa - Stadio Olimpico                  |
| 1999     | ?           | Étoile du Sahel (2) Tunisia  | Étoile du Sahel Tunisia    | 1-2 (gfc) | Casablanca - Stadio Larbi Zaouli        |
| 2000     | 17 novembre | JS Kabylie Algeria           | Ismaily Egitto             | 1-1       | Ismailia - Stadio Ismailia              |
| 2000     | 1 dicembre  | JS Kabylie Algeria           | Ismaily Egitto             | 0-0 (gfc) | Algeri - Stadio 5 luglio 1962           |
| 2001     | 10 novembre | JS Kabylie (2) Algeria       | Étoile du Sahel Tunisia    | 2-1       | Susa - Stadio Olimpico                  |
| 2001     | 23 novembre | JS Kabylie (2) Algeria       | Étoile du Sahel Tunisia    | 1-0 (gfc) | Algeri - Stadio 5 luglio 1962           |
| 2002     | 8 novembre  | JS Kabylie (3) Algeria       | Tonnerre Yaoundé Camerun   | 4-0       | Algeri - Stadio 5 luglio 1962           |
| 2002     | 24 novembre | JS Kabylie (3) Algeria       | Tonnerre Yaoundé Camerun   | 0-1       | Yaoundé - Stadio Ahmadou Ahidjo         |
| 2003     | 9 novembre  | Raja Casablanca Marocco      | Cotonsport Garoua Camerun  | 2-0       | Casablanca - Stadio Mohamed V           |
| 2003     | 23 novembre | Raja Casablanca Marocco      | Cotonsport Garoua Camerun  | 0-0       | Garoua - Stadio Roumdé Adjia            |

## Vittorie per club
|   | Nazione                   | Club                          |
| - | ------------------------- | ----------------------------- |
| 3 | Algeria (bandiera)        | JS Kabylie (2000, 2001, 2002) |
| 2 | Tunisia (bandiera)        | Étoile du Sahel (1995, 1999)  |
| 1 | Nigeria (bandiera)        | Bendel Insurance (1994)       |
| 1 | Tunisia (bandiera)        | Sfaxien (1998)                |
| 1 | Tunisia (bandiera)        | Espérance (1997)              |
| 1 | Marocco (bandiera)        | Kawkab Marrakech (1996)       |
| 1 | Marocco (bandiera)        | Raja Casablanca (2003)        |
| 1 | Nigeria (bandiera)        | Shooting Stars (1992)         |
| 1 | Costa d'Avorio (bandiera) | Stella Adjamé (1993)          |

## Vittorie per nazione
|   | Nazione        | Club                   |
| - | -------------- | ---------------------- |
| 4 | Tunisia        | 1995, 1997, 1998, 1999 |
| 3 | Algeria        | 2000, 2001, 2002       |
| 2 | Marocco        | 1995, 2003             |
| 2 | Nigeria        | 1992, 1994             |
| 1 | Costa d'Avorio | 1993                   |